# Шештанруд-е Бала
Шештанруд-е Бала (перс. شصتانرودبالا) — село в Ірані, у дегестані Лат-Лайл, у бахші Отаквар, шагрестані Лянґаруд остану Ґілян. За даними перепису 2006 року, його населення становило 79 осіб, що проживали у складі 20 сімей.